# Hana*chu→
『Hana*chu→』（ハナチュー） は、主婦の友社が毎月1日に発行していたファッション雑誌。
2003年5月創刊。当初は、ナルミヤ・インターナショナルのジュニア系を卒業した女子中学生が読む雑誌として発売された。主な読者層は女子中学生。誌名は「花の中学生」という意味が込められている。コンセプトは「イケてる中学生のためのおしゃれマガジン」。『Cawaii!』の妹系でデビューした雑誌でもある。毎年2月号でモデルの募集を行っていた。2009年、『携帯彼氏』の衣裳監修を行った。2011年5月号を最終号とし、休刊した。

## モデル

### 休刊時のモデル
- 夏居瑠奈
- 久松郁実（cancamへ移籍）
- 細谷理紗（セブンティーンへ移籍）
- 岩﨑名美（JJへ移籍）
- 山田樹里亜
- 田﨑アヤカ
- 坂東希（セブンティーンへ移籍）
- 橋本楓（ラブベリーへ移籍※休刊）
- 水越若菜
- 高良光莉
- ほのかりん（ニコラへ移籍）

### OG
- 有紗
- 平沢いずみ
- 大場麻未
- 近野成美
- 渡部瑞貴
- 佐野光来
- 上原奈美
- 絵梨華
- 北乃きい
- 檜垣果穂（現：桧垣果穂）
- 堀澤かずみ
- 池田光咲
- 沖玲奈
- 奥谷侑加
- 藤森麻由
- 福永真梨佳
- 柳田衣里佳
- 寺本愛美
- 佐武宇綺
- 齋藤恵
- 脇田恵子
- 山下リオ
- 相田美咲
- 成海璃子
- 三浦萌
- dream
- 尾崎美佳
- 内野未来
- 加藤瑠美
- 西脇彩華
- 依知川絵美
- 山口葵
- 中村映里子
- 水沢奈子
- 安井レイ
- 吉永淳
- 飯田花歩
- 大森なるみ
- 夏未エレナ
- 疋田英美(ニコ☆プチから移籍)
- 鮎川穂乃果
- 土屋太鳳
- 南明奈
- 田中美麗